# کالخاس
کالخاس (یونانی باستان: Κάλχας) در اساطیر یونانی، پسر تستور و غیب‌گوی سپاه یونان در جنگ تروآ بود.

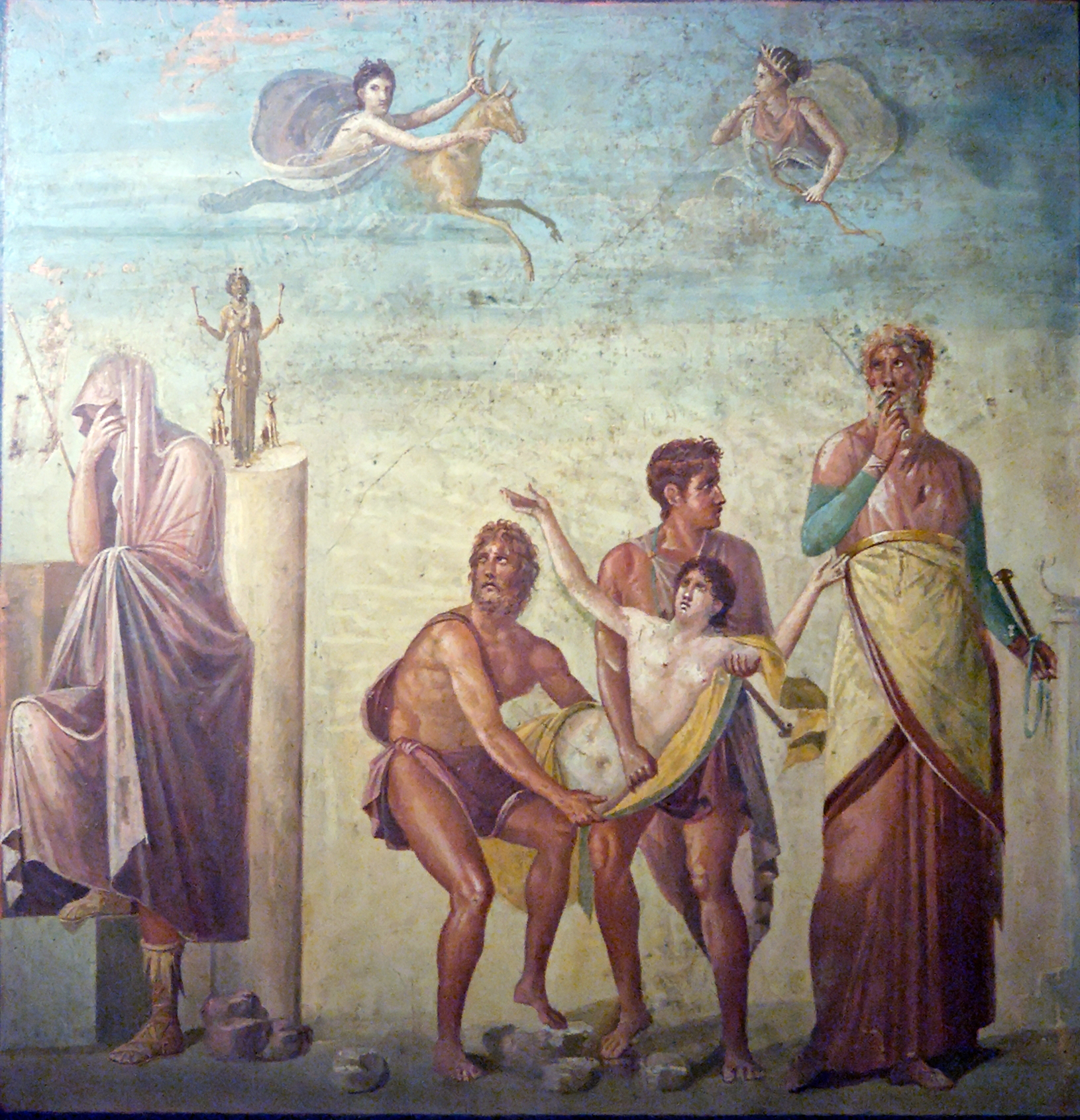
کالخاس مراسم قربانی کردن ایفیگنیا را ریاست می‌کند.

کالخاس که با نگاه کردن به پرندگان پیشگویی می‌کرد، بسیاری از رویدادهای مهم جنگ تروآ را پیش‌بینی کرد و هنگامی‌که آشیل تنها ۹ سال داشت، گفت که بدون یاری آشیل و فیلوکتتس نمی‌توان تروآ را تسخیر کرد.کالخاس در آولیدا دید که ماری از محراب بیرون آمد، از درخت چناری بالا رفت و یک گنجشک و هشت جوجه‌اش را خورد و سپس به سنگ تبدیل شد.با دیدن این، کالخاس پیشگویی کرد که جنگ حداقل ۹ سال به طول می‌انجامد.وقتی ناوگان یونان دچار طوفان شد، کالخاس گفت که ایفیگنیا (دختر آگاممنون) را باید قربانی کرد تا خشم آرتمیس فرونشیند.هم‌چنین کالخاس یا هلنوس (پیشگوی تروآیی) به یونانیان گفت که برای فریب دادن مردم تروآ اسب چوبی بسازند.
مدت درازی از سقوط تروآ نگذشت که پیشگویی مرگ خود کالخاس (که او از جوانی آن را می‌دانست) تحقق یافت.پیشگویی او این بود که کالخاس هنگامی می‌میرد که غیب‌گویی برتر از خود ببیند.این غیب‌گو نوه‌ی تئیریاس یعنی موپسوس بود که کالخاس او را در نزدیکی کولوفون ملاقات کرد.دو پیشگو با هم مسابقه دادند.ابتدا کالخاس پرسید که انجیرهای فلان درخت وحشی چه تعداد است.موپسوس پاسخ داد.سپس موپسوس پرسید که در زهدان فلان خوک آبستن چه تعداد بچه خوک است.کالخاس پاسخ داد که ۸ بچه خوک است.اما وقتی موپسوس گفت که تعداد بچه خوک‌ها ۹ تاست که ساعت شش روز بعد به دنیا خواهند آمد، کالخاس مسابقه را باخت و کمی بعد از دنیا رفت.به روایتی دیگر یک پیشگو (که احتمالاً همان موپسوس بود) دید که کالخاس دارد انگور می‌کارد.به کالخاس گفت که آن قدر زنده نخواهد ماند که طعم شراب آن را بچشد.وقتی نخستین شراب انگورها آماده شد، کالخاس از پیشگو دعوت کرد که بیاید و ببیند که او طعم این شراب را خواهد چشید.اما پیشگو دوباره حرف خود را تکرار کرد.می‌گویند کالخاس خنده‌اش گرفت و آن‌قدر خندید که مرد.